# Torino is Fantastic
Torino is Fantastic è stato un programma televisivo italiano di intrattenimento musicale condotto da Gerry Scotti con Noemi e trasmesso in prima serata su Canale 5 il 29 giugno 2025.

## Il programma
L'11 giugno 2025 è stato annunciato l'evento musicale per festeggiare la festa di San Giovanni, nonché il santo patrono del capoluogo piemontese, Torino.
L'evento, organizzato da Friends & Partners e sostenuto dal marchio FIAT, è stato registrato il 24 giugno 2025 in Piazza Vittorio Veneto a Torino e trasmesso in prima serata su Canale 5 il 29 giugno. Ad esso hanno partecipato diversi artisti italiani, tra cui Alessandra Amoroso, Annalisa, Antonello Venditti, Mahmood, Gianna Nannini, Il Volo e Tananai, i finalisti di Amici 24: Alessia Pecchia, Antonia Nocca, Daniele Doria, Francesco Fasano e Trigno, oltre all'artista internazionale Shaggy.

## Esibizioni
Le esibizioni sono riportate in ordine di esecuzione nel programma.
- Mahmood – Personale, Tuta gold
- Alessandra Amoroso – Cose stupide, Serenata, Comunque andare, Vivere a colori
- ⁠Shaggy (da Lingotto) – Boombastic
- ⁠Tananai – Booster, Bella madonnina, Tango
- ⁠Gianna Nannini – Panorama, America, Sei nell'anima
- ⁠Annalisa – Sinceramente, Mon Amour, Maschio
- ⁠⁠Shaggy e Noemi – Angel
- Shaggy – Fly High
- ⁠Il Volo – Capolavoro, Grande amore, Nessun dorma
- Antonello Venditti – Che fantastica storia è la vita, Unica, Dì una parola
- Noemi – Se t'innamori muori
- ⁠Francesco Fasano – perfomance di ballo
- Antonia Nocca – Relax
- Daniele Doria – perfomance di ballo su Mi ami mi odi di Elodie
- Trigno – D'amore non si muore, Maledetta Milano
- Alessia Pecchia – perfomance di ballo

## Ascolti
| Messa in onda  | Ascolti        | Ascolti | Ascolti |
| Messa in onda  | Telespettatori | Share   | Fonte   |
| -------------- | -------------- | ------- | ------- |
| 29 giugno 2025 | 2 423 000      | 20,80%  | [ 12 ]  |